# Richard Seuß
Richard Seuß (* 28. August 1897 in Leipzig; † 26. September 1963 in Münster) war ein deutscher Korvettenkapitän, Lehrer und Komponist.

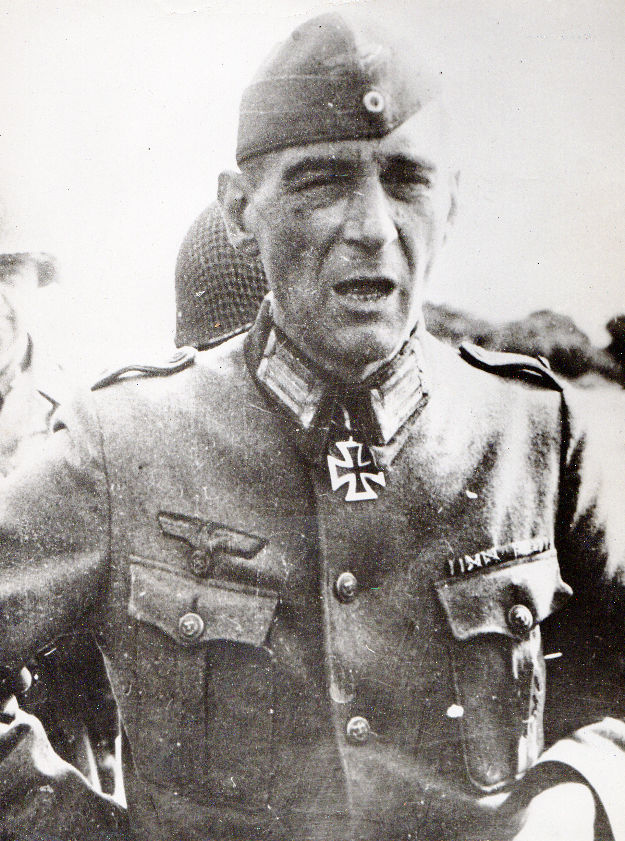
Richard Seuß, 1944

## Leben und Wirken
Richard Seuß besuchte die Schule in Leipzig. 1915 wurde er Artillerist im Artillerie-Regiment 4 und im Ersten Weltkrieg in das Reichsheer übernommen. Nach seiner Entlassung aus dem Heeresdienst 1928 wurde er in Zehmen südlich von Leipzig Lehrer. Später zog er in das sächsische Vogtland um, wo er in Markneukirchen eine Lehrerstelle an der Berufs- und Gewerbeschule erhalten hatte. Zum 1. Mai 1933 trat er der NSDAP bei und schloss sich auch der SA an.
Unmittelbar vor Ausbruch des Zweiten Weltkrieges wurde er im August 1939 als Reservist zur Wehrmacht eingezogen. Sein Dienstort war zunächst Plauen, wo die Artillerie-Ersatz-Abteilung stationiert war, in der er als Leutnant der Reserve eingesetzt war. Im September 1940 wechselte Seuß als Reserveoffizieranwärter zur Kriegsmarine, wo er zum Batterie-Offizier aufstieg und zunächst in Memel eingesetzt war. Ab August 1942 wurde er als Oberleutnant (Marineartillerie) Chef die Küstenbatterie auf der „Ile de Cézembre“ (Insel Cecembre) am Eingang der Seefestung St. Malo im besetzten Frankreich. Im August 1944 verteidigte er mehrere Wochen die Hafeneinfahrt von St. Malo gegen die US-Armee, die St. Malo bereits zuvor besetzt hatte. Deshalb erhielt er im August 1944 das Ritterkreuz und im September 1944 das Ritterkreuz mit Eichenlaub verliehen. Er geriet kurz darauf in amerikanische Kriegsgefangenschaft, aus der er 1945 entlassen wurde.
1956 wurde Seuß in die Bundesmarine als Korvettenkapitän übernommen. Im darauffolgenden Jahr trat er in den Ruhestand und ließ sich in Münster nieder, wo er 1963 starb.
Bekanntheit erlangte Seuß auch als Komponist von Soldaten- und einigen anderen Lieder, von denen einige in der Zeit des Nationalsozialismus preisgekrönt wurden. Zu seinen Liedern zählt u. a. Fahne aus Erde, Glauben und Blut, das auch für Blasorchester gesetzt wurde. Preisgekrönt wurden seine Chöre Bauernpaar an einer Wiege (gemischter Chor) und Ich höre deine Stimme noch, mein Kamerad (Männerchor). Als Vorlage dienten Seuß Dichtungen von Otto Paust sowie Zur Nacht steh ich auf, wache im Schloß fernab der Welt (auf Nachtwache) nach einem Gedicht von Adolf Paul Großmann.